# Cahokia
Cahokia, (česky Kahótia) je archeologická lokalita nedaleko města St. Louis v jižní části amerického státu Illinois. Na ploše necelých devíti čtverečních kilometrů se zde nachází kolem osmdesáti mohyl navršených příslušníky předkolumbovské mississippské kultury: největší z nich je Monks Mound, vysoká 30 metrů o rozloze základny přes pět hektarů. Místo bylo osídleno v 7. století a největší rozkvět zaznamenalo v letech 1050–1350, kdy bylo největším domorodým městem v Severní Americe se zhruba třiceti tisíci obyvateli. Ovšem k obnovení populace došlo i později. Jako možný důvod zániku této civilizaci se uvádí různé důvody jako jsou klimatické změny,[zdroj?] vyčerpání přírodních zdrojů (intenzivní zemědělství), povodně, sucha, ekonomické problémy nebo vpád nepřátel. Domy na vrcholech teras pravděpodobně obývala náčelnická a kněžská vrstva, v okolí se nacházely zemědělské usedlosti, věnující se především pěstování kukuřice. Obyvatelé nezanechali písemné památky a není známé ani jejich skutečné jméno (název „Cahokia“, což znamená „divoké husy“, se používá až od 18. století a pochází z jazyka Illiniweků). Byly zde nalezeny pozůstatky lidských obětí i rituálních pohřbů svědčících o ptačím kultu, zachovaly se předměty z keramiky a mědi nebo kameny sloužící ke hře chunkey, významnou památkou je i stavba z kůlů zvaná „Cahokia Woodhenge“ a považovaná za astronomickou observatoř. Oblast je chráněná jako National Historic Landmark a Světové dědictví.